# 브루노 융크
브루노 융크(에스토니아어: Bruno Junk, 러시아어: Бруно Петро́вич Юнк 브루노 페트로비치 윤크[*], 1929년 9월 27일 ~ 1995년 9월 22일)는 에스토니아의 육상 선수로 주로 경보 종목에 참가했다. 그는 모스크바에서 훈련했고 나중에 디나모 탈린에서 훈련했다.
그는 헬싱키에서 열린 1952년 하계 올림픽에 출전했고 10km 경보에서 동메달을 획득했다. 이후 멜버른에서 열린 1956년 하계 올림픽에서 복귀했고 20km 경보에서 동메달을 획득했다.